# Truck Number
Die Truck Number (teils auch Bus-Faktor oder Lotto-Faktor) ist eine Kennzahl aus dem Risikomanagement zur Abschätzung von Projektrisiken. Die Truck Number ist jene Zahl an Personen, die mindestens ausfallen (im übertragenen Sinne „vom Bus/Lkw überfahren werden“) müssen, damit ein Projekt scheitert oder zumindest nicht mehr vorangebracht werden kann.
Eine niedrige Truck Number zeigt an, dass die Informationen, Fähigkeiten etc. innerhalb eines Projektes auf wenige Personen konzentriert sind. In so einem Projekt kann bereits der Ausfall weniger Personen, im schlimmsten Fall der Ausfall einer einzigen Person das Vorankommen eines Projekts gefährden. Eine hohe Truck Number hingegen zeigt an, dass die Informationen, Fähigkeiten etc. innerhalb eines Projektes breit gestreut sind. Der Ausfall einzelner Personen gefährdet das Vorankommen eines Projekts nicht.
Die Kernfrage zur Bestimmung der Kennzahl lautet:

“How many or few would have to be hit by a truck (or quit) before the project is incapacitated?”

„Wie viele oder wenige müssten von einem Lastwagen überfahren werden (oder kündigen), ehe das Projekt lahmgelegt ist?“

Analog ist der Begriff Bus-Faktor zu verstehen. Die Bezeichnung als Lotto-Faktor geht davon aus, dass ein Mitarbeiter nach einem (sehr hohen) Lottogewinn spontan kündigt und nicht mehr am Projekt mitarbeitet.
Der Truck Factor ist ein von Kent Beck vorgeschlagener Wert, der die Wahrscheinlichkeit des Scheiterns eines Projektes  bei Ausfall eines Mitarbeiters beschreibt, und ist eine reelle Zahl zwischen 0 und 1. Der schlechteste Wert ist 1, denn er besagt, dass jedes Teammitglied ein unverzichtbarer Spezialist ist und damit der Ausfall eines (beliebigen) Teammitglieds das Projekt zum Scheitern bringt. Um das Risiko zu umgehen oder abzuschwächen, werden in der agilen Softwareentwicklung Techniken wie Paarprogrammierung, Mobprogrammierung oder Collective Code Ownership verwendet, mit Hilfe derer das Wissen über jeden Teil des Quellcodes breit im Team verteilt wird.